# Alexander von Quistorp
Alexander von Quistorp (* 13. August 1892 auf Gut Crenzow, Kreis Greifswald; † 22. Oktober 1974 in Bremen) war ein deutscher Jurist und Bankmanager.

## Leben und Tätigkeit
Alexander war der Sohn des Rittergutsbesitzers Wernher von Quistorp-Krenzow und dessen Ehefrau Marie Eleonore Quistorp, geborene von Below. Zuerst im privaten Hausunterricht machte Quistorp 1910 sein Abitur auf dem Pädagogium Putbus. Nach einem Studium am Christ Church College in Oxford als Stipendiat der Rhodes-Stiftung und an der Universität Königsberg sowie einem Militärdienst im Ersten Weltkrieg als Leutnant im Kürassier-Regiment „Königin“ (Pommersches) Nr. 2 zu Pasewalk, wurde Quistorp 1920 an der Universität Greifswald zum Dr. jur. promoviert. In der Weimarer Republik war Quistorp Leiter der Preußischen Zentrallandschaftsbank in Berlin am Wilhelmsplatz. Daneben war er Mitglied des Deutschen Herrenklubs sowie Ordensschatzmeister und Ehrenkommendator des Johanniterordens. Später war er Regierender Kommendator der Brandenburgischen Provinzialgenossenschaft des Ordens.
Alexander von Quistorp besaß das 25 ha kleine Gut Alt Bauer im Landkreis Greifswald. Um 1936 erwarb er von den v. Wolff-Bohlenschen Erben das 264 ha große Gut Bohlendorf auf Rügen, obwohl im letztmals publizierten Landwirtschaftlichen Adressbuch für Pommern 1939 noch die Vorgänger aufgeführt bleiben.
Nach dem Ende des Zweiten Weltkriegs geriet Quistorp wie viele potentielle Systemgegner in sowjetische Gefangenschaft. Am 2. Juli 1945 wurde er vom sowjetischen Geheimdienst (NKWD) verhaftet. Noch im September 1948 war sein Verbleib seiner Familie unbekannt, bis sich schließlich herausstellte, dass er in Speziallagern in der sowjetisch besetzten Zone (Lager Fünfeichen, Lager Buchenwald) festgehalten wurde.
1950 wurde Quistorp von der Justiz der DDR aufgrund des Vorwurfs, dass er das Hitlerregime als Reichsbank-Rat unterstützt habe, zu 15 Jahren Zuchthaus verurteilt. Nach insgesamt mehr als zehnjähriger Gefangenschaft, die er nach seiner Lagerhaft in den Zuchthäusern Waldheim, Torgau und Brandenburg verbrachte, wurde Quistorp am 31. Dezember 1955 entlassen. Als Grund für seine lange Inhaftierung wird die verwandtschaftliche Beziehung zu Wernher von Braun (siehe unten) angenommen. Dieser wurde in den 1950er Jahren zu einem berühmten Wissenschaftler, der während des sowjetisch-amerikanischen Wettlaufs um die Entwicklung von möglichst effektiven Fernstreckenraketen als Trägersystemen für Nuklearwaffen, für die Amerikaner forschte. Quistorp ließ sich nach seiner Freilassung in West-Berlin nieder.

## Familie

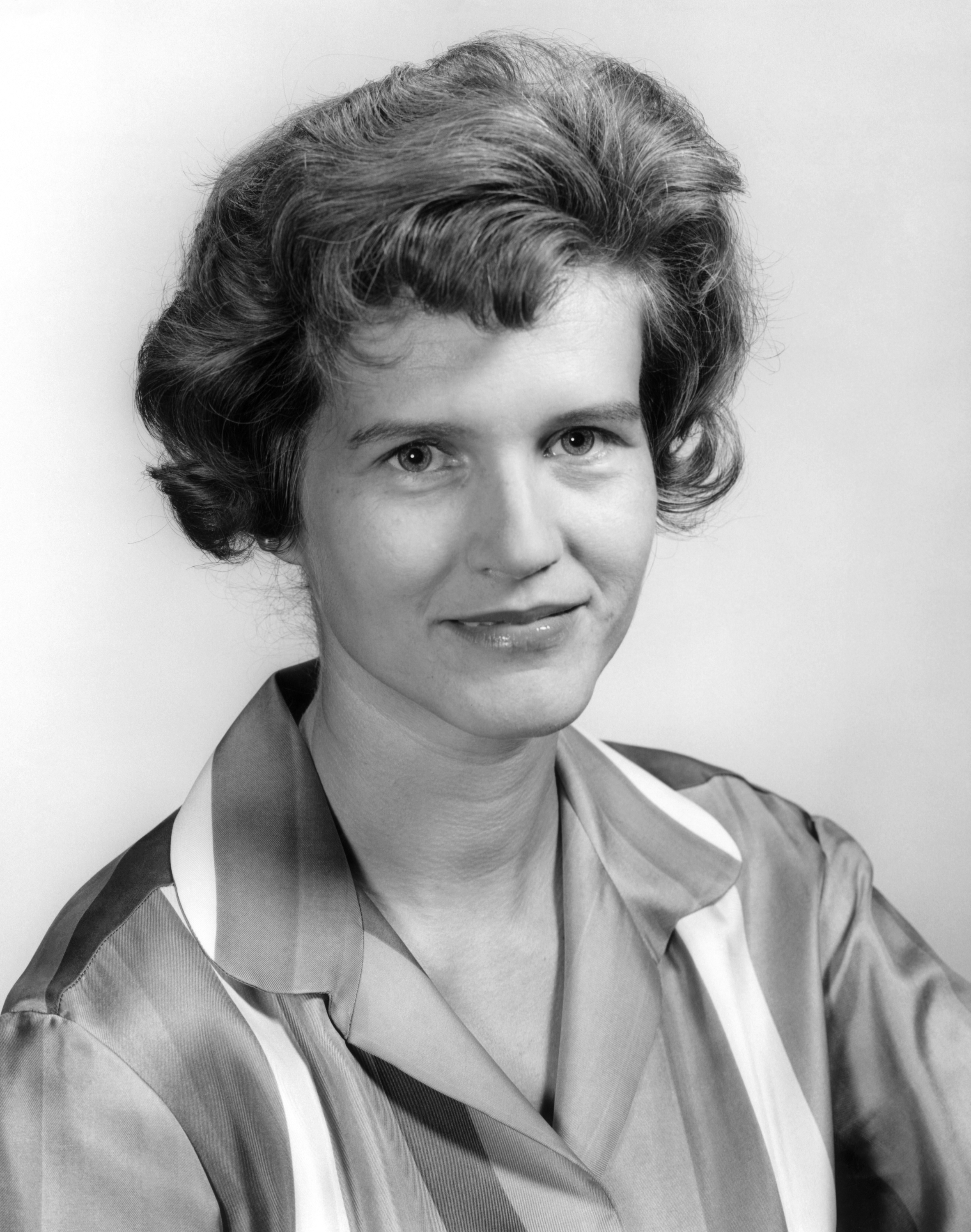
Maria Luise von Braun, geborene von Quistorp (1963)

Quistorps ältere Schwester Emmy von Quistorp (* 3. November 1886 auf Gut Crenzow; † 27. Dezember 1959 in München) heiratete am 12. Juli 1910 auf dem elterlichen Gut Crenzow den Rittergutsbesitzer Magnus von Braun, der unter anderem 1932 einige Monate lang als Reichsernährungsminister in der Regierung Papen amtierte.
Quistorp selbst heiratete 1926 in Berlin die Tochter des Generals Eugen von Falkenhayn, Theda von Falkenhayn (* 3. Mai 1905 in Hannover; † 17. Mai 1984 in Großburgwedel). Aus der Ehe gingen die Töchter Maria Luise (* 10. Juni 1928 in Berlin), Alexandra (* 28. Juli 1945 in Hage, Ostfriesland) und Cecilie sowie die Söhne Albrecht (1926–2010) und Karl-Johann hervor. Quistorps älteste Tochter Maria Luise heiratete 1947 den Sohn seiner Schwester Emmy, Wernher von Braun, ihren Cousin. Wernher von Braun wurde als Raketeningenieur und Raumfahrtpionier bekannt (Schöpfer der V1- und V2-Raketen während des Zweiten Weltkriegs sowie Leiter des Apollo-Programms in den 1960er Jahren). Seine zweite Tochter Alexandra von Quistorp war mit Otto Graf Lambsdorff verheiratet und ist die Gründerin des Deutsch-Russischen Forums.

## Schriften
- Dogmengeschichtliche Entwicklung des Fixgeschäfts, Greifswald 1920. (Dissertation)